# Ляховичи (Дрогичинский район)
Ляховичи (бел. Ляхавічы) — деревня в Дрогичинском районе Брестской области Белоруссии, в составе Попинского сельсовета. Население — 58 человека (2024).

## География
Ляховичи находятся в 14 км к югу от Дрогичина и в 12 км к северу от границы с Украиной. Деревня стоит на северном берегу Днепровско-Бугского канала при впадении в него Ляховичского канала. На другом берегу Днепровско-Бугского канала находится деревня Заречка, а на другом берегу Ляховичского — деревня Кублик. Западнее деревни проходит автодорога Дрогичин — Дивин. Ближайшая ж/д станция в Дрогичине (линия Брест — Пинск).

## История
Ляховичи впервые упомянуты в 1492 году. Административно они принадлежали Берестейскому воеводству Великого княжества Литовского. После третьего раздела Речи Посполитой (1795 год) в составе Российской империи, принадлежали Гродненской губернии.
В 1883 году в деревне построена сохранившаяся до наших дней церковь Рождества Богородицы, памятник народного деревянного зодчества.
На 1884 год в деревне находилось имение княгини Друцкой-Любецкой.
Согласно Рижскому мирному договору (1921) деревня вошла в состав межвоенной Польши, где принадлежала Дрогичинскому повету Полесского воеводства. С 1939 года в составе БССР.

## Достопримечательности
- Церковь Рождества Богородицы. Деревянная православная церковь 1883 года постройки, памятник народного деревянного зодчества. Включена в Государственный список историко-культурных ценностей Республики Беларусь[7]. Церковь освящена 12 февраля 1884 года[8]

## Известные уроженцы
- Капитан, Василий Степанович (1952—2020) — генеральный прокурор Республики Беларусь (1995—1996).